# Zajazd Francuski w Birgu
Zajazd Francuski (malt. Berġa ta’ Franza, fr. Auberge de France) – zajazd w Birgu na Malcie. Zbudowany około roku 1533 (wchłaniając poprzedni budynek) jako miejsce pobytu rycerzy Zakonu Świętego Jana z języka Francji, który obejmował całe królestwo Francji poza Owernią i Prowansją, będących osobnymi językami. W budynku mieszkali rycerze langue Francji, aż do wybudowania nowego zajazdu w Valletcie.
Budynek został następnie sprzedany, i pozostawał w prywatnych rękach przez następne stulecia, będąc w pewnym okresie nieformalnie znany jako il-Palazz tal-Miljunarju (Pałac Milionera). W wiekach XIX i XX budynek używany był do różnych celów, w tym jako szkoła, fabryka mebli oraz muzeum. Dziś zajazd pełni funkcję ratusza, będąc siedzibą lokalnej rady.

## Historia
Auberge de France zbudowana została około roku 1533, wchłaniając budynek stojący na tym miejscu. Pierwsze przebudowy, które przekształciły pierwotną budowlę w zajazd, przypisywane są Nicolò Flavariemu, architektowi Zakonu, który towarzyszył rycerzom po upadku Rodos w roku 1522. Następne zmiany, w tym przeprojektowanie fasady, wykonał później Bartolommeo Genga. Zajazd ulokowany był wewnątrz Collachio (stare, pierwotne centrum) Birgu, przylegał do Zajazdu Owernii i Prowansji oraz Zajazdu Aragońskiego.
Język Francji przeniósł się do większego zajazdu w nowej stolicy Valletcie około roku 1571, lecz wciąż, aż do roku 1586, był w posiadaniu zajazdu w Birgu. Tak samo, jak i inne zajazdy w Birgu, budynek został następnie sprzedany prywatnym osobom. We wczesnych latach XIX wieku były zajazd został nabyty przez zamożną rodzinę Vella, i zaczął być nieformalnie znany jako il-Palazz tal-Miljunarju (Pałac Milionera). W latach 1852–1918 budynek był wynajmowany rządowi jako szkoła podstawowa. W roku 1921 budynek Auberge de France został wynajęty Lorenzo Zammit Naro, który utworzył tam fabrykę mebli. Zammit Naro umieścił na portalu statuetkę św. Józefa, która później została usunięta.
Budynek został wpisany, razem z innymi zajazdami w Birgu, na "Antiquities List of 1925".
W roku 1938 zajazd został, na wniosek kanonika Giana Mariego Farrugii i sir Harry’ego Luke’a przejęty przez rząd. W tym też czasie na fasadzie budynku umieszczona została inskrypcja, opisująca jego historię. Po II wojnie światowej zajazd przestał być używany; stan ten trwał do roku 1966, kiedy rozpoczął tam działalność warsztat stolarski, który przetrwał w tym miejscu do 1978 roku. W roku 1981, po pewnych pracach remontowych, otwarto tam muzeum historii politycznej. Niestety, pomysł ten nie przyniósł sukcesu, i muzeum zamknięto w roku 1987. Budynek znów popadł w stan zaniedbania. W roku 1990 odnowiono sufit po uszkodzeniach spowodowanych silnymi opadami. Zajazd został zakupiony przez Departament Muzeów, niestety planowane przekształcenie go w Muzeum Języka Maltańskiego nie zostało zrealizowane. W następnym czasie budynek wykorzystywany był okazjonalnie na różną działalność kulturalną.
Zajazd przeszedł w ręce Heritage Malta w roku 2010, zanim został odnowiony i następnie wynajęty Birgu Local Council w roku 2012. Lokalna rada przeniosła tam swoją siedzibę; zajazd służy aktualnie jako ratusz Birgu.
Auberge de France jest drugim, po Auberge d’Angleterre najlepiej zachowanym zajazdem Joannitów w Birgu. 22 grudnia 2009 roku budynek został zaliczony do zabytków narodowych 1. klasy, jest również umieszczony na liście National Inventory of the Cultural Property of the Maltese Islands.

## Architektura

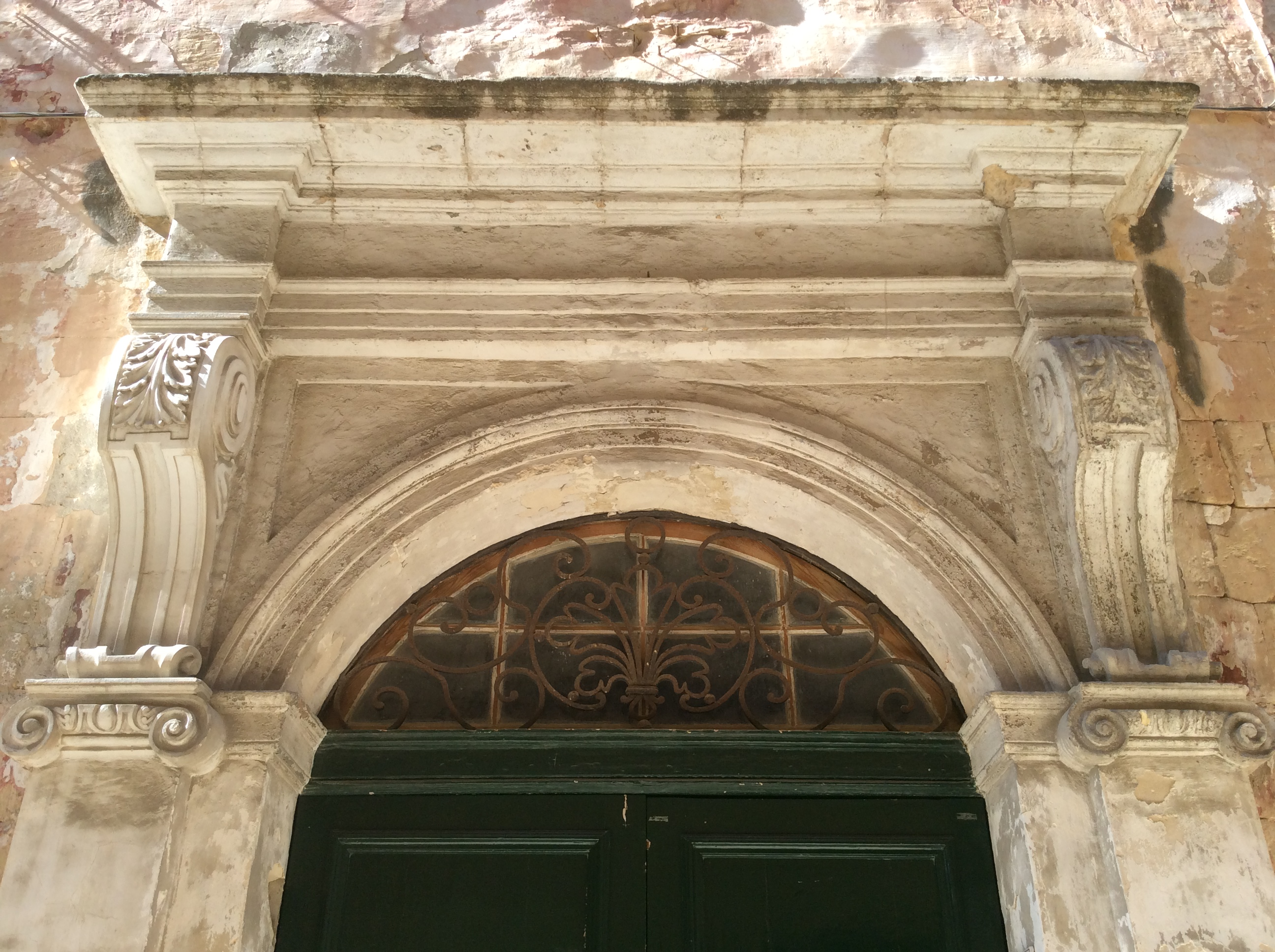
Gzyms nad drzwiami, zwieńczonymi kratą z kutego żelaza

Zajazd Francuski zbudowany został w stylu Melitan, bazującym na tradycyjnej maltańskiej architekturze, i ma podobny wygląd do Zajazdu Angielskiego. Jest to budynek dwukondygnacyjny, z pomieszczeniami zbudowanymi wokół centralnego dziedzińca, ma symetryczną fasadę z oknami dekorowanymi sztukaterią.
Ozdobne główne wejście jest zwieńczone kratą z kutego żelaza, na której znajduje się fleur-de-lys, symbol Francji. Hall wejściowy i większa część budynku doświetlane są naturalnym światłem z tylnego podwórza; z parteru na wyższe piętro prowadzą zadaszone schody. Na spoczniku w połowie schodów znajduje się rzeźbiony kamienny lew, popularny w tamtych czasach element budynków pałacowych. Główne pomieszczenie na pierwszym piętrze służyło kiedyś jako sala zebrań języka.
Piwnica zajazdu zawiera elementy budynku, który wcześniej stał na tym miejscu.